# Azumi (manga)
Azumi (あずみ) is een mangaserie (Japanse stripserie) waarvan Yu Koyama de geestelijke vader is. De hoofdrolspeelster, Azumi, groeit op als lid van een groep moordenaars, die het ombrengen van drie krijgsheren die het feodale Japan bedreigen met oorlog als missie hebben. De mangaserie is sinds 1994 bekend in Japan, onder meer vanwege het geweld dat hierin voorkomt.
Azumi werd in 2003 door Ryuhei Kitamura verfilmd. De speelfilm Azumi kreeg in 2005 een vervolg in Azumi 2.